# Carlos Osoro Sierra
Carlos Osoro Sierra (Castañeda, 16 mei 1945) is een Spaans geestelijke en een kardinaal van de Rooms-Katholieke Kerk.
Osoro Sierra werd op 29 juli 1973 priester gewijd. Vervolgens was hij werkzaam in pastorale functies van het bisdom Santander.
Op 27 december 1996 werd Osoro Sierra benoemd tot bisschop van Orense; zijn bisschopswijding vond plaats op 22 februari 1997. Op 7 januari 2002 volgde zijn benoeming tot  aartsbisschop van Oviedo. Op 8 januari 2009 werd hij benoemd tot aartsbisschop van Valencia. Op 28 augustus 2014 volgde zijn benoeming tot aartsbisschop van Madrid. Van 2016 tot 2024 was hij tevens ordinarius voor de gelovigen van de oosterse ritus in Spanje.
Osoro Sierra werd tijdens het consistorie van 19 november 2016 kardinaal gecreëerd. Hij kreeg de rang van kardinaal-priester. Zijn titelkerk werd de Santa Maria in Trastevere. Hij nam deel aan het conclaaf van 2025.
Osoro Sierra ging op 12 juni 2023 met emeritaat als aartsbisschop van Madrid. Op 16 mei 2025 verloor hij - in verband met het bereiken van de 80-jarige leeftijd - het recht om deel te nemen aan een toekomstig conclaaf. 
- Biblioteca Nacional de España: XX1153417
- Gemeinsame Normdatei: 1059892561
- International Standard Name Identifier: 0000 0000 6004 847X
- Library of Congress Control Number: no2011125414
- Istituto Centrale per il Catalogo Unico: IEIV210182
- Virtual International Authority File: 86895703
- WorldCat: E39PBJyGTQtQFdrwcmPFgMMwYP